# Gudrun Stock
Gudrun Stock (Deggendorf, Niederbayern, 23 de maig de 1995) és una ciclista alemanya que combina la ruta i la pista.

## Palmarès en pista
- 2014
  -  Campiona d'Alemanya en Persecució per equips
- 2015
  -  Campiona d'Alemanya en Velocitat per equips
- 2017
  -  Campiona d'Alemanya en Persecució